# Colum McCann

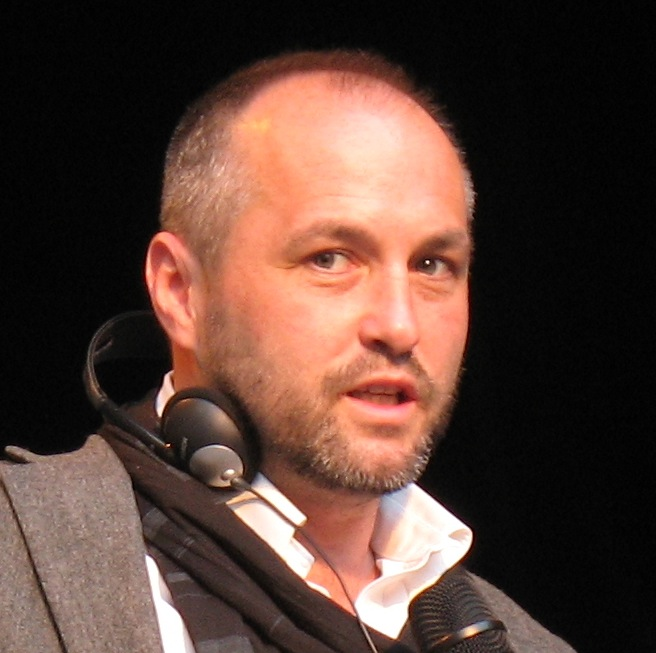
Colum McCann

Colum McCann (* 28. Februar 1965 in Dublin) ist ein irischer Schriftsteller, Journalist und Drehbuchautor.

## Leben und Werk
McCann studierte Journalismus am Dublin Institute of Technology und arbeitete eine Zeitlang als Reporter, bevor er in die USA ging. Dort arbeitete er in verschiedenen Berufen. 1992 heiratete er und zog für anderthalb Jahre nach Japan. 1994 veröffentlichte er seine dort entstandene erste Kurzgeschichten-Sammlung, die erfolgreich war.
McCann hat eine philanthropische Persönlichkeit. Er ist Mitbegründer und langjähriger Präsident/Geschäftsführer von Narrative 4, einer 2012 entstandenen und mittlerweile weltweit aktiven Non-Profit-Organisation für die Hinführung Jugendlicher zum eigenen Schreiben und Geschichtenerzählen. Zuvor war er im PEN America, im American Ireland Fund, in der New York Public Library, der Norman Mailer Colony und dem Zentrum für kreatives Schreiben namens Fighting Words, das Roddy Doyle ins Leben rief, aktiv.
Seine Romane und Biografien befassen sich eher mit Ausschnitten der Wirklichkeit als mit Fiktionen, diese werden aber durch genaues Ausleuchten verschiedenartigster Facetten sehr vertieft; so zum Beispiel in Der Tänzer (2003) über Rudolf Nurejew, in TransAtlantic (2013) über die ersten Transatlantikflieger Alcock und Brown und in Let the Great World Spin (2009) über den Seiltänzer Philippe Petit. Der 2020 sowohl im englischsprachigen Original als auch in deutscher Übersetzung herausgekommene Doku-Roman Apeirogon handelt von zwei Vätern, dem Israeli Rami Elhanan und dem Palästinenser Bassam Aramin, die beide eine Tochter im Nahostkonflikt verloren haben, indes aus tieferer Einsicht auf Rache verzichten wollen. Der Titel ist ein Begriff aus der Geometrie, bezeichnet ein Gebilde mit zwar zählbaren Facetten, deren Zahl aber gegen unendlich geht.
Über seinen 2025 erschienenen Roman Twist schrieb McCann: „Es ist ein trügerisch einfaches Buch für mich. Ich versuche es immer noch zu ergründen. Es handelt von zwei Charakteren, ist chronologisch erzählt, hat nur eine Erzählstimme und ist nicht außerhalb meines Erfahrungshorizonts, wie bei ‚Apeirogon‘ oder ‚American Mother‘. Ich geniere mich fast ein bisschen, wie scheinbar einfach es ist.“ Maren Ahring meinte dazu auf NDR Kultur „Colum McCann unternimmt eine Expedition in die Tiefe der menschlichen Psyche. Und die ist ebenso unergründlich wie die Tiefsee. Wieder einmal hat Colum McCann mit Twist literarisches Neuland betreten…“.
Seit 1996 lebt er mit seiner Frau und ihren drei gemeinsamen Kindern in New York.

## Werke

### Romane
- Songdogs (1995)
  - Der Gesang der Kojoten, aus dem Englischen von Matthias Müller, Reinbek bei Hamburg, Rowohlt 1996, ISBN 3-498-04380-3.
- This Side of Brightness (1998)
  - Der Himmel unter der Stadt, aus dem Englischen von Matthias Müller, Reinbek bei Hamburg, Rowohlt 1998, ISBN 3-498-04394-3.
- Dancer (2003)
  - Der Tänzer, aus dem Englischen von Dirk van Gunsteren, Reinbek bei Hamburg, Rowohlt 2003, ISBN  3-498-04476-1.
- Zoli (2006)
  - Zoli, Übersetzung von Dirk van Gunsteren, Reinbek bei Hamburg, Rowohlt 2007, ISBN 3-498-04489-3.
  - Zoli - Hörbuch, gelesen von Rosel Zech und Ulrich Matthes, Berlin, Argon 2007, ISBN 3-86610-188-0.
- Let the Great World Spin (2009)
  - Die große Welt, aus dem Englischen von Dirk van Gunsteren, Reinbek bei Hamburg, Rowohlt 2009, ISBN 978-3-498-04511-1.
- TransAtlantic (2013)
  - Transatlantik, aus dem Englischen von Dirk van Gunsteren, Reinbek bei Hamburg, Rowohlt 2014, ISBN 978-3-498-04522-7.
- Apeirogon (2020)
  - Apeirogon, aus dem Englischen von Volker Oldenburg, Rowohlt, Hamburg 2020, ISBN  978-3-498-04533-3.
- Twist (2025)
  - Twist, aus dem Englischen von Thomas Überhoff, Rowohlt, Hamburg 2025, ISBN 978-3-498-00385-2.

### Erzählungen
- Fishing the Sloe-Black River (1994)
  - Fischen im tiefschwarzen Fluss, aus dem Englischen von Matthias Müller, Reinbek bei Hamburg, Rowohlt 1998, ISBN 3-498-04379-X.
- Everything in this Country Must (2000)
  - Wie alles in diesem Land, aus dem Englischen von Dirk van Gunsteren und Matthias Müller, Reinbek bei Hamburg, Rowohlt 2001, ISBN 3-498-04475-3.
- Thirteen Ways of Looking: A Novella and Three Stories (2016)
  - Wie spät ist es jetzt dort, wo du bist? Drei Erzählungen und eine Novelle, aus dem Englischen von Dirk van Gunsteren, Reinbek bei Hamburg, Rowohlt 2017, ISBN 3-498-04532-6.

### Sachbücher
- Letters to a Young Writer. Some Practical and Philosophical Advice (2017)
  - Briefe an junge Autoren. Mit praktischen und philosophischen Ratschlägen, aus dem Englischen von Thomas Überhoff, Reinbek bei Hamburg, Rowohlt 2017, ISBN 3-499-29140-1.
- American Mother. (2024)
  - American Mother, aus dem Englischen von Volker Oldenburg, Hamburg, Rowohlt 2024, ISBN 978-3-498-00386-9.

## Auszeichnungen (Auswahl)
- 1994 Rooney Prize for Irish Literature für Fishing the Sloe-Black River
- 2004 Hughes & Hughes Irish Novel of the Year Award für Dancer
- 2002 Ireland Fund of Monaco Princess Grace Memorial Literary Award
- 2009 National Book Award (Fiction) für Let the Great World Spin
- 2011 International IMPAC Dublin Literary Award für Let the Great World Spin
- 2017 Mitglied der American Academy of Arts and Letters[4]
- 2019 Premio Mondello
- 2020 Prix du Meilleur livre étranger für Apeirogon in französischer Übersetzung